# Liste der Kulturdenkmäler in Ernstweiler
In der Liste der Kulturdenkmäler in Ernstweiler sind alle Kulturdenkmäler im Stadtteil Ernstweiler der rheinland-pfälzischen Stadt Zweibrücken aufgeführt. Grundlage ist die Denkmalliste des Landes Rheinland-Pfalz (Stand: 14. März 2023).

## Denkmalzonen
| Bezeichnung                 | Lage                      | Baujahr         | Beschreibung | Bild |
| --------------------------- | ------------------------- | --------------- | --- | ---- |
| Denkmalzone Ernstweiler Hof | Am Hofweg 4/6, 8, 10 Lage | 19. Jahrhundert | Gebäudekomplex, überwiegend aus dem 19. Jahrhundert, eingeschossiges Wohnhaus wohl vom Ende des 17. oder Anfang des 18. Jahrhunderts | BW   |

## Einzeldenkmäler
| Bezeichnung                 | Lage                     | Baujahr                           | Beschreibung | Bild                           |
| --------------------------- | ------------------------ | --------------------------------- | --- | ------------------------------ |
| Wohnhaus                    | Homburger Straße 15 Lage | 18. Jahrhundert                   | stattlicher Krüppelwalmdachbau, 18. Jahrhundert | BW                             |
| Evangelische Christuskirche | Homburger Straße 33 Lage | erste Hälfte des 13. Jahrhunderts | Chorturm aus der ersten Hälfte des 13. Jahrhunderts im Neubau nach 1945 | weitere Bilder Fotos hochladen |
| Wohn- und Geschäftshaus     | Homburger Straße 42 Lage | 19. Jahrhundert                   | ehemalige Bäckerei; Krüppelwalmdachbau, 19. Jahrhundert, kleines Wirtschaftsgebäude | Fotos hochladen                |
| Freudenbergerhof            | nördlich des Ortes Lage  | um 1750                           | ursprünglich dreiflügelige Hofanlage, um 1750, mehrmals erweitert; langgestrecktes Wohnhaus, mehrere Wirtschaftsgebäude der ersten Hälfte des 20. Jahrhunderts, Brennerei bezeichnet 1808, Stall bezeichnet 1911 | weitere Bilder Fotos hochladen |